# Moglicë
Moglicë è una frazione del comune di Maliq in Albania (prefettura di Coriza).
Fino alla riforma amministrativa del 2015 era comune autonomo, dopo la riforma è stato accorpato, insieme agli ex-comuni di Gorë, Libonik, Maliq, Pirg, Pojan e Vreshtas a costituire la municipalità di Maliq.
Vicino al villaggio si trova un'importante base cantieristica per i lavori della diga sul fiume Devoll. Queste vicissitudini animano la vita del villaggio dotato di un negozio di alimentari e bar.

## Località
Il comune era formato dall'insieme delle seguenti località:
- Moglice
- Gopesh
- Dobercan
- Maliq-Opar
- Gurkuq
- Bardhas
- Zerec
- Dushare
- Totovec
- Shpatmal
- Lumaj
- Peshtan
- Osoje
- Gurshqipe
- Kucake
- Nikollare